# Telesforo Lorenzo Gama
Telesforo Lorenzo Gama detto Foro (Pontevedra, 9 gennaio 1921 – 6 settembre 2013) è stato un calciatore spagnolo, di ruolo centrocampista.

## Carriera
Giocò nella Liga spagnola con la maglia del Celta Vigo.